# Brauerei zur Malzmühle

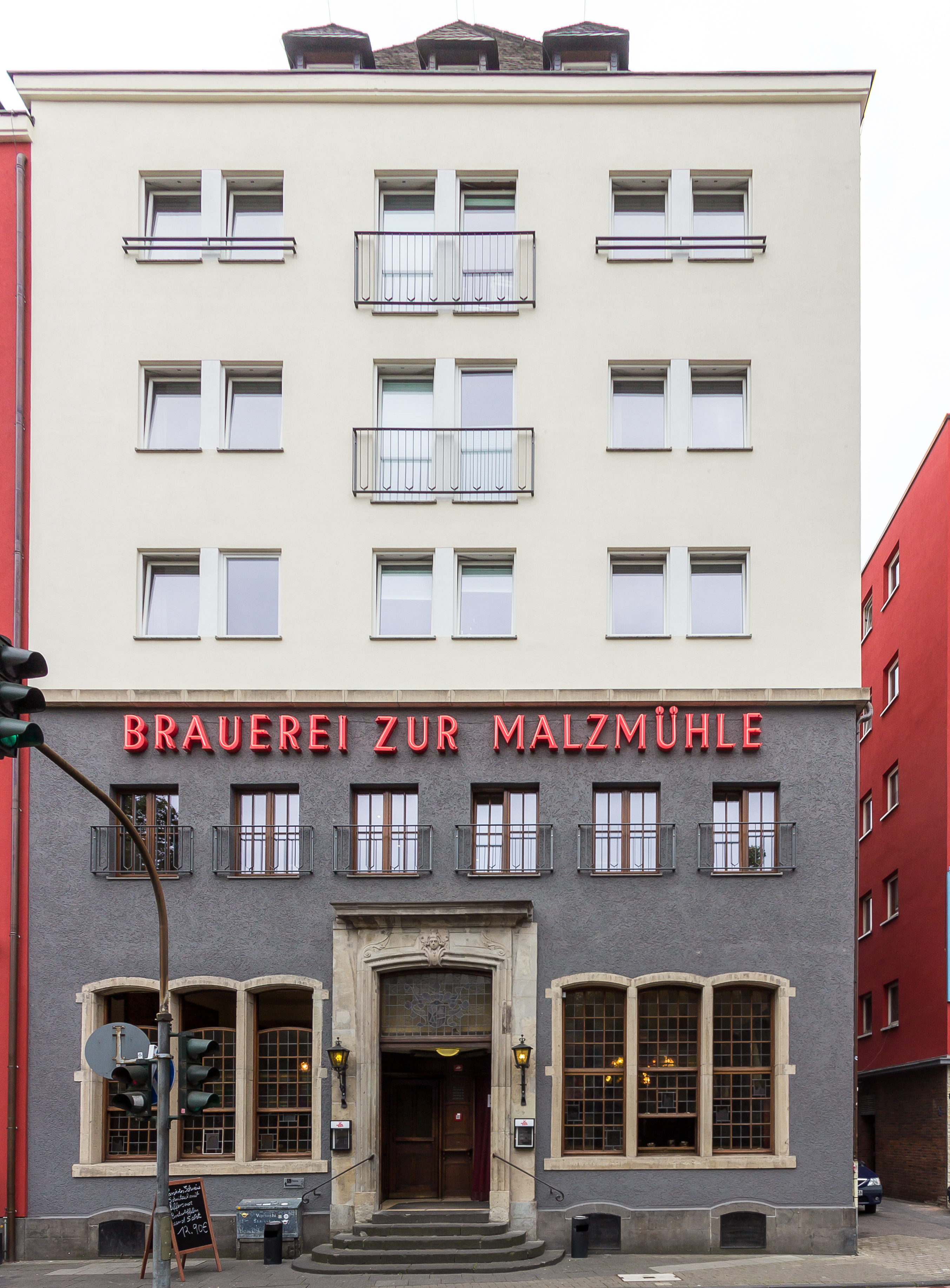
Brauerei zur Malzmühle (2016)

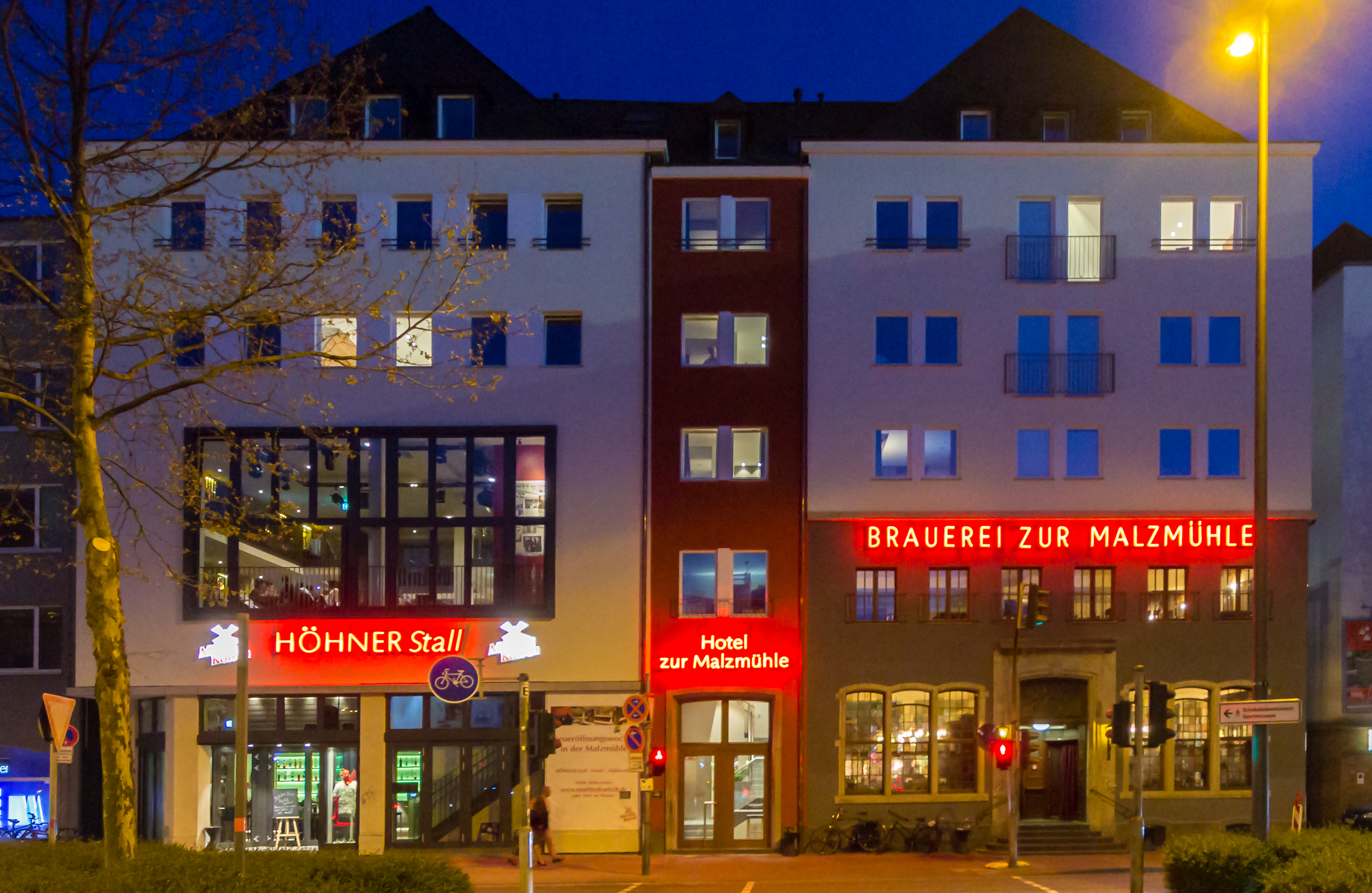
Brauerei zur Malzmühle mit HÖHNERStall MühlenBar und Hotel zur Malzmühle (2015)

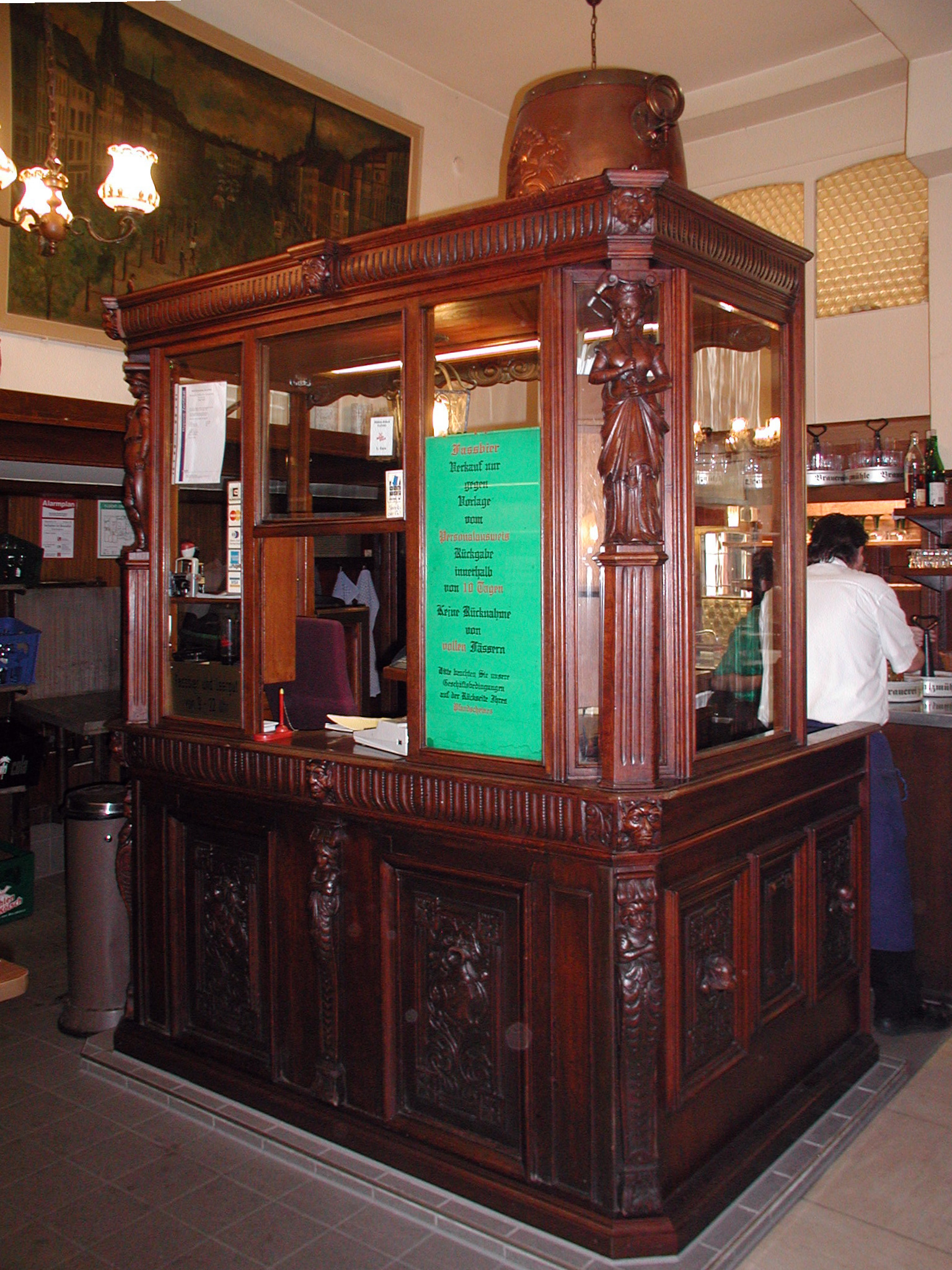
Thekenschaaf im Brauhaus Malzmühle

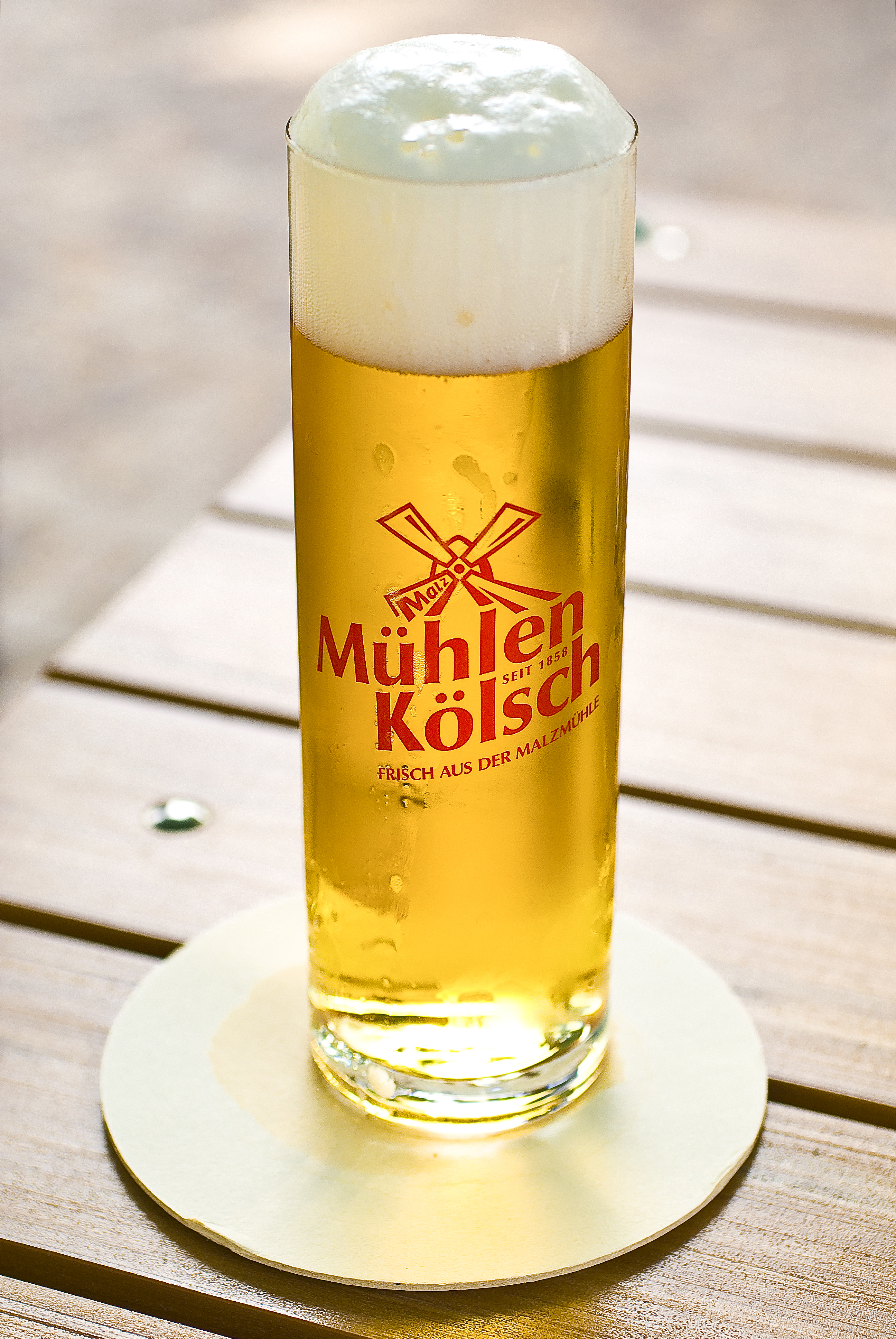
Kölschstange 0,2 l

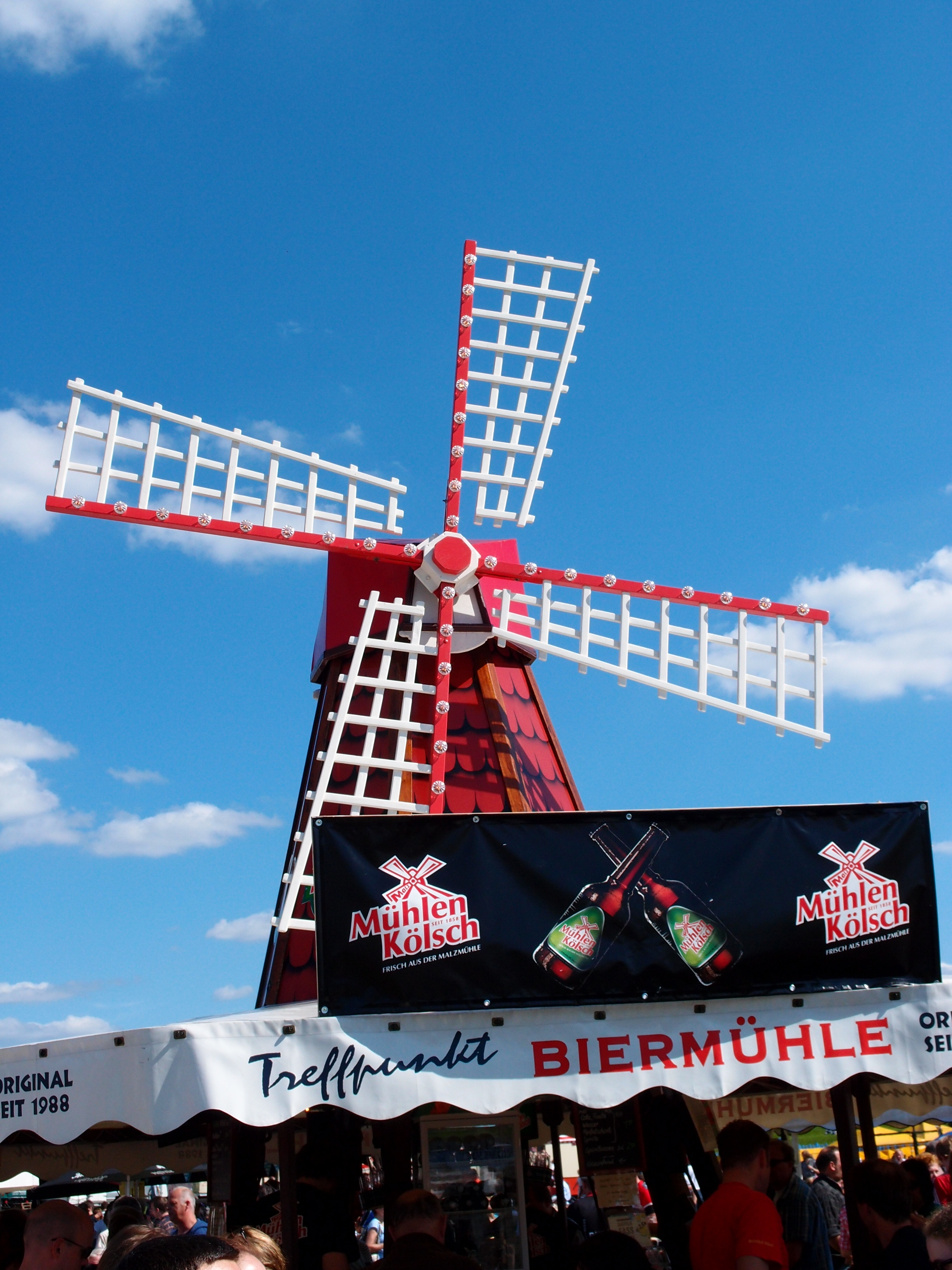
Mühlen-Biermühle auf der 18. Bonner Bierbörse

Die Brauerei zur Malzmühle ist eine traditionelle Kölsch-Brauerei und eine Gaststätte am Kölner Heumarkt. Sie wurde 1858 von Hubert Koch in der Nähe des Filzengrabens, des alten Standorts der städtischen Rats-Malzmühle, gegründet.

## Geschichte
Der Bau der ursprünglichen Malzmühle als Wassermühle erfolgte auf Initiative des Kölner Rats, wie der Chronist Hermann von Weinsberg in seiner Kölner Chronik schreibt. Er berichtet über den Bau: „Anno 1572 gegen den Monat Juli ist der Bau der Wassermühle im Filzengraben angefangen worden …“. Diese Malzmühle blieb bis zum 28. November 1813 im Besitz der Stadt Köln. Am 3. Dezember 1853 wurde sie abgerissen, wie der Chronist Franz A. Kreuter notierte.
Seit ihrer Gründung 1858 durch Hubert Koch firmierte die Brauerei zunächst unter dem Namen Bier- und Malzextract-Dampfbrauerei Hubert Koch, Cöln. Bis zur Verlagerung zur Brauerei Gebr. Sünner wurde an gleicher Stelle – in dem 1744 errichteten Patrizierhaus – nach der Originalrezeptur das mittlerweile patentierte Koch’sche Malzbier gebraut.
1901 übernahm sein Sohn Jakob Koch die Brauerei. Das Brauhaus entwickelte sich unter seiner Leitung zum beliebten Treffpunkt der Kölner Bürger, besonders der gut situierten Markthändler der benachbarten Großmarkthalle. 1912 verkaufte er die Brauerei an seinen Neffen Gottfried Joseph Schwartz, Urahn der heutigen Besitzerfamilie. 1932 übernahm ihr Sohn Hubert Josef Schwartz die Geschäfte bis zu seinem Tod im Jahr 1944.
Die Malzmühle wurde 1945 durch Bombenangriffe zerstört. Sybille Schwartz startete die Produktion nach dem Zweiten Weltkrieg wieder. Das zerstörte Brauhaus wurde wieder aufgebaut; nur das alte Portal war erhalten geblieben. 1948 wurde der Braubetrieb wieder aufgenommen, wobei die Bewirtung der Gäste noch im Freien erfolgen musste. 1960 übernahm Anneliese Schwartz die Führung des Unternehmens.
US-Präsident Bill Clinton war 1999 im Rahmen des G8-Gipfels Gast im Brauhaus. Er soll beim Abschied gesagt haben: „Ich bin ein Kölsch“. Ein weiterer prominenter Gast der Malzmühle war in früheren Zeiten Konrad Adenauer.

## Gegenwart
Das Unternehmen firmiert seit 2011 unter Brauerei zur Malzmühle Schwartz GmbH & Co. KG. Es braut die der Kölsch-Konvention unterliegende Kölsch-Marke Mühlen Kölsch. Mit Melanie Schwartz führt die fünfte Generation den Familienbetrieb. 2008 betrug der jährliche Ausstoß 37.500 Hektoliter. Auch Flaschenbier wird in verschiedenen Größen abgefüllt, die Abfüllung erfolgt in Krefeld.
Außer im Brauhaus wurde das Bier 2009 in etwa 150 Kneipen und Gaststätten im Großraum Köln ausgeschenkt. 2013 eröffnete die Brauerei im alten Rathaus der Stadt Pulheim das Brauhaus Malzmühle im Historischen Rathaus. Im März 2020 übernahm die Brauerei das Kölner Traditionsbrauhaus Em Kölsche Boor; nach Abschluss der erfolgten Renovierung wird seit Mai 2020 dort Mühlen Kölsch gezapft. Im Januar 2022 übernahm die Brauerei zur Malzmühle die Brauerei Gebr. Sünner in Köln-Kalk und verlagerte ihre Produktion dorthin. Der Ausstoß am Standort Heumarkt betrug zuletzt 51.000 hl (2021) und war damit an die Kapazitätsgrenze gekommen. Vor der Übernahme der Brauerei Sünner sondierte die Brauerei ein Grundstück in Köln-Lövenich für einen Brauerei-Neubau, da aufgrund der innerstädtischen Lage am Heumarkt keine Erweiterung der Produktionskapazitäten möglich war.

## Produkte
Die Brauerei zur Malzmühle stellt folgende Getränke her:
- Mühlen Kölsch (4,8 % Vol.)
- Koch'sches Malzbier (2,4 % Vol.)
- Mühlenkräuter (Kräuterlikör, 40 % Vol.)

## Logo

Mühlen Kölsch Flaschenetikett bis 2011
Logo ab 2011 für Ausschankbetriebe
Mühlen Kölsch Flaschenetikett ab 2011

## Die Flaschen und Pittermännchen

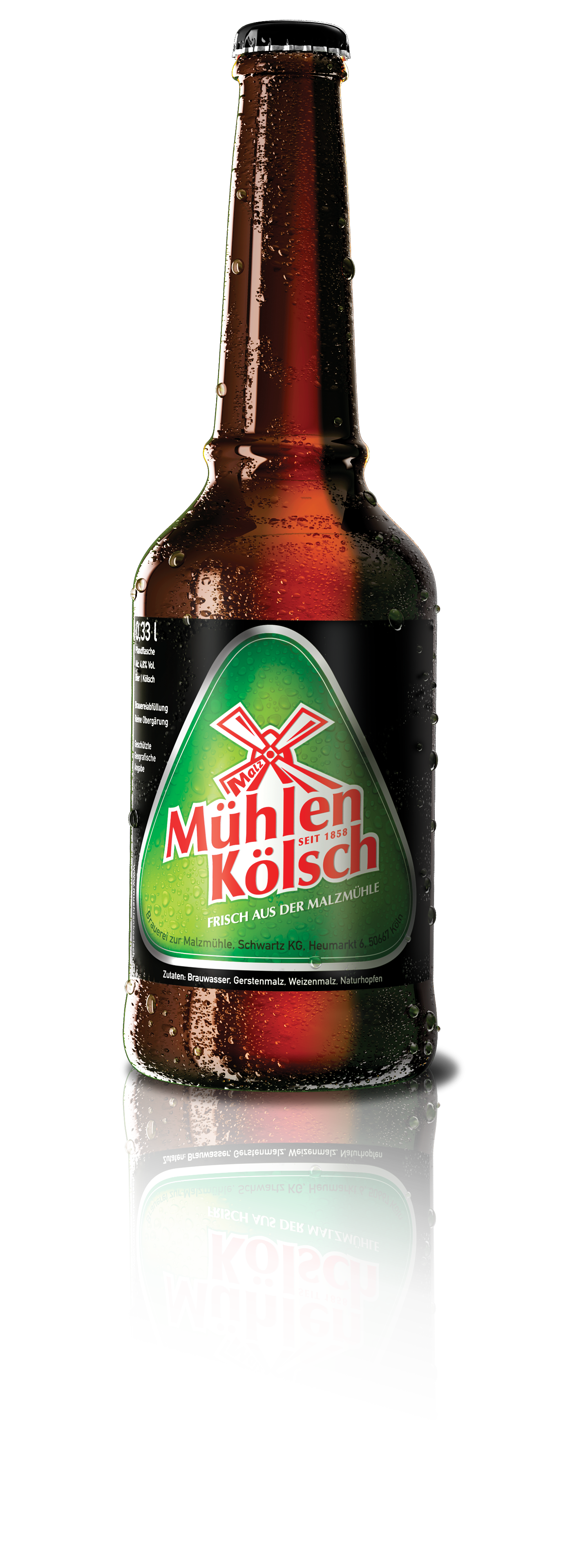
Mühlen-Kölsch-Flasche 0,33 l
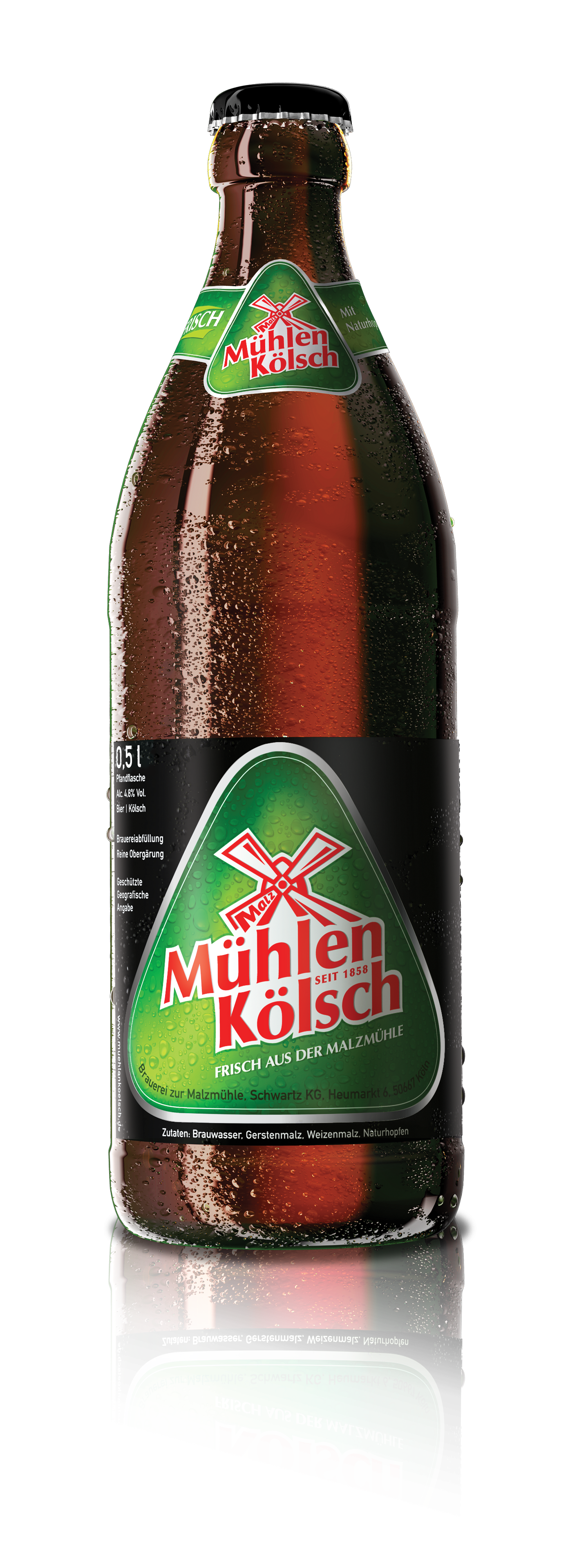
Mühlen-Kölsch-Flasche 0,5 l
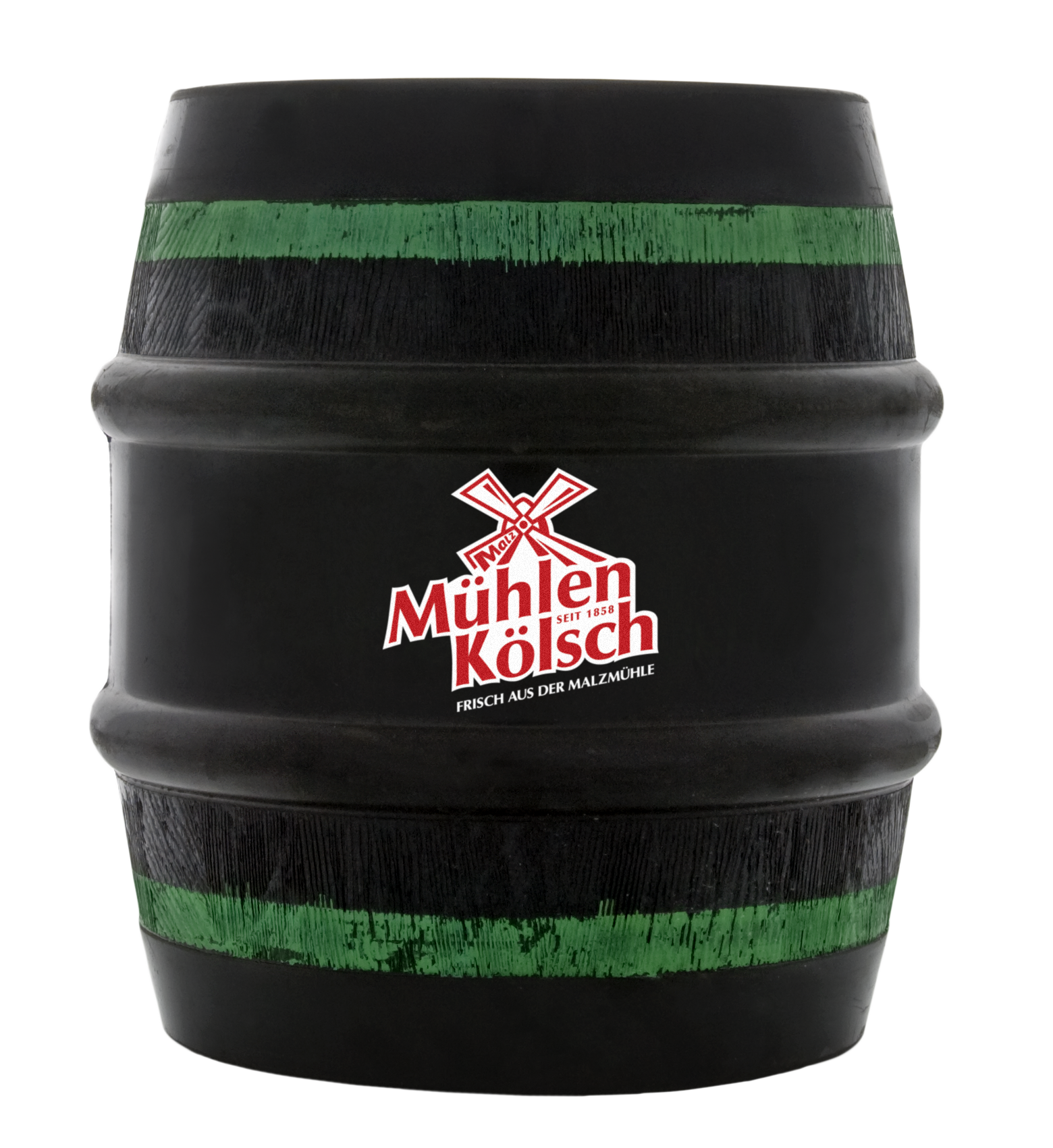
Pittermännchen mit 10 l, sowie Fässer mit 20, 30 und 50 l